# Homophysodes
Homophysodes là một chi bướm đêm thuộc họ Crambidae.